# Ульянинки (Псковская область)
Ульянинки, Ульяненки — деревня Островского района Псковской области России. Входит в состав Воронцовской волости.

## География
Расположена в 67 км к востоку от города Острова и в 9 км к северо-востоку от волостного центра, деревни Шики.

## История
С 1995 до 2015 годы в составе Шиковской волости. В апреле 2015 года, после упразднения Шиковской волости, деревня включена в состав Воронцовской волости.

## Население
| 2001 | 2002 | 2010 |
| ---- | ---- | ---- |
| 1    | →1   | →1   |

Численность населения деревни по состоянию на 2000 год составляла 1 человек.

## Инфраструктура
Личное подсобное хозяйство.

## Транспорт
Просёлочные дороги.